# Haushaltsnahe Handwerkerleistung
| Zeitraum  | Steuerbonus |
| --------- | ----------- |
| 2006–2008 | 600 €       |
| seit 2009 | 1200 €      |

Die haushaltsnahe Handwerkerleistung ist ein Begriff aus dem Einkommensteuerrecht. Die Aufwendungen für eine solche Dienstleistung können zu einer Steuerermäßigung führen. Die gesetzliche Grundlage findet sich in § 35a EStG.
Von Aufwendungen für Renovierungs-, Erhaltungs- und Modernisierungsmaßnahmen in einem privaten Haushalt können jährlich 20 % der Arbeitskosten, höchstens 1200 Euro (600 Euro von 2006 bis 2008), von der tariflichen Einkommensteuer abgezogen werden (Steuerermäßigung). Zu den Arbeitskosten zählen auch Maschinenmieten, Fahrtkosten usw., nicht jedoch Materialkosten.
Anlage 1 zum BMF-Schreiben vom 9. November 2016 enthält eine Liste, was zu den Handwerkerleistungen zählt. Wichtig ist, dass nichts Neues entsteht, sondern nur etwas repariert oder instand gesetzt wird. Außerdem müssen die Handwerkerleistungen auf dem eigenen Grundstück erbracht werden, eine Fernsehreparatur in der Werkstatt des Händlers ist also nicht absetzbar, eine Reparatur vor Ort aber schon.
Beispiele für absetzbare Handwerkerleistungen:
- Arbeiten an Innen- und Außenwänden, Dach, Fassade
- Reparatur und Austausch von Fenstern, Türen, Boden
- Reparatur, Wartung oder Austausch von Heizungsanlagen, Elektro-, Gas- und Wasserinstallationen
- Modernisierung von Küche oder Bad
- Wartung und Reparatur von elektrischen Geräten wie Waschmaschine, Herd, TV, PC
- Gartenarbeiten
- Schornsteinfeger
- Aufstellen eines Gerüsts
- Straßenreinigung auf Privatgrund
- Türöffnung durch einen Schlüsseldienst

Für öffentlich geförderte Maßnahmen, für die zinsverbilligte Darlehen oder steuerfreie Zuschüsse in Anspruch genommen werden (z. B. aus dem Programm „Energieeffizient Sanieren“ der KfW Bankengruppe), ist kein Abzug als Handwerkerleistung möglich.

## Zeitpunkt des Abzugs
Die Aufwendungen werden in dem Jahr berücksichtigt, in dem sie entstanden und bezahlt sind. Eine Rechnung vom Dezember 2010, die erst im Januar 2011 bezahlt wird, ist also erst in der Einkommensteuererklärung 2011 absetzbar.
Wohnungseigentümer können die gesamten Aufwendungen auch erst später in dem Jahr geltend machen, in dem die Jahresabrechnung von der Eigentümerversammlung genehmigt worden ist. Entsprechendes gilt für die Nebenkostenabrechnung der Mieter. Einzelheiten siehe TZ 47 des BMF-Schreibens vom 9. November 2016.

## Ort des Haushalts
Der Haushalt muss sich im Inland, innerhalb der EU oder des EWR befinden.
Zum inländischen Haushalt gehört auch eine vom Steuerpflichtigen tatsächlich eigengenutzte Zweit-, Wochenend- oder Ferienwohnung.
Nach Urteil des Bundesfinanzhofs ist ein Haushalt „die Wirtschaftsführung mehrerer (in einer Familie) zusammenlebender Personen oder einer einzelnen Person“. Ein solcher Haushalt könne „grundsätzlich auch von dem Bewohner eines Wohnstifts geführt werden“ und einen Anspruch auf Steuerermäßigung haushaltsnaher Dienstleistungen begründen.
Die genannten Höchstbeträge gelten haushalts- und nicht personenbezogen. Leben mehrere Alleinstehende in einem Haushalt zusammen, können sie die Höchstbeträge nur einmal in Anspruch nehmen.
Die Beschäftigung eines im selben Haushalt lebenden nahen Angehörigen (Ehepartners, nicht-ehelichen Partners, Elternteils oder Kindes) wird dabei allerdings nicht als steuermindernd anerkannt.

## Zahlungsweg
Über die Leistungen muss eine Rechnung ausgestellt werden, und die Zahlung muss unbar erfolgen (z. B. Überweisung, Lastschrift, Verrechnungsscheck); damit soll die Besteuerung beim Empfänger sichergestellt und der Schwarzarbeit entgegengewirkt werden. Ab 2008 ist der Nachweis laut Gesetz nur noch auf Verlangen beim Finanzamt vorzulegen.

## Nachrangiger Abzug
Der Abzug ist ausgeschlossen, sofern die Aufwendungen zu den Betriebsausgaben, Werbungskosten, Sonderausgaben oder außergewöhnlichen Belastungen gehören.